# Towarzystwo Linneuszowskie w Lyonie
Towarzystwo Linneuszowskie w Lyonie (fr. Société linnéenne de Lyon) – przyrodnicze towarzystwo naukowe z siedzibą w Lyonie, założone w 1822.

## Towarzystwa linneuszowskie na świecie
Od końca osiemnastego wieku w różnych miejscach świata powstawały towarzystwa naukowe z dziedziny nauk przyrodniczych, które nazywano na cześć Karola Linneusza, często określanego mianem Księcia Botaników. W 1788 powstało Towarzystwo Linneuszowskie w Londynie. Towarzystwa linneuszowskie istnieją też w Australii, Belgii, Szwecji, USA i wielu miastach Francji.

## Misja Towarzystwa
Towarzystwo Linneuszowskie w Lyonie stawia przed sobą trzy główne cele:
- wspieranie rozwoju nauk o życiu i nauk o Ziemi poprzez prace i publikacje swoich członków;
- tworzenie miejsca spotkania osób zajmujących się naukami przyrodniczymi profesjonalnie i amatorsko;
- upowszechnianie w społeczeństwie wiedzy o organizmach i ich funkcjonowaniu w środowisku naturalnym[8].

## Historia, struktura i działalność Towarzystwa
Towarzystwo Linneuszowskie w Lyonie powstało w 1822; wśród dziewiętnaściorga członków założycieli było 18 mężczyzn i jedna kobieta. W 1870 włączono doń Towarzystwo Badań Naukowych w Lyonie (fr. Société d’études scientifiques de Lyon), a w 1922 Lyońskie Towarzystwo Botaniczne (fr. Société botanique de Lyon) i Lyońskie Towarzystwo Antropologiczne (fr. Société d’anthropologie de Lyon).
Obecnie (2023) Towarzystwo składa się z sześciu sekcji: biologii ogólnej, botaniki, nauk o Ziemi, entomologii, mykologii i alpinariów. Sekcje odbywają comiesięczne posiedzenia lub wspólne wycieczki terenowe. Według stanu na 1 IX 2015 Towarzystwo liczyło 442 członków indywidualnych (członkami są też inne towarzystwa naukowe). Towarzystwo wydaje publikacje książkowe oraz biuletyn (od 2016 pod nazwą Bulletin de la Société linnéenne de Lyon), zamieszczający recenzowane prace naukowe, sprawozdania z posiedzeń i wycieczek (np. listy gatunków roślin, napotkanych w odwiedzanych miejscach), recenzje książek i bieżące ogłoszenia.
Od 1920 działa urząd mykologiczny (fr. office mycologique) – cotygodniowy dyżur mykologa, który bezpłatnie oznacza przyniesione grzyby; z tej możliwości mogą korzystać wszyscy, nie tylko członkowie Towarzystwa.
Towarzystwo posiada bibliotekę, zielnik (ok. 40 tys. arkuszy, akronim SLL) oraz kolekcje entomologiczne, mikologiczne i geologiczne.

## Wydawnictwa ciągłe
- Annales de la Société linnéenne de Lyon [1836–1936]
- Bulletin bimensuel de la Société linnéenne de Lyon [1922–1931]
- Bulletin mensuel de la Société linnéenne de Lyon [1932–kwiecień 2016; do numeru 85 (3–4)], ISSN 0366-1326.
- Bulletin de la Société linnénne de Lyon [maj 2016–; od numeru 85 (5–6)], od połowy 2017 ISSN 2554-5280, wersja online ISSN 2613-2958.